# ツネイシしまなみビレッジ
ツネイシしまなみビレッジは広島県福山市に拠点を置く造船事業をメインに行うツネイシホールディングス株式会社の子会社
「ツネイシLR株式会社」が管理・運営する総合宿泊研修施設であり、福山市沼隈町に位置する。
敷地内に「センターハウス」「東館」「ロッジ棟」3棟合計962名収容の宿泊施設と、17の会議室、2つの体育館(ホール)を備える。
またスポーツ施設としては、サッカーグラウンド「ツネイシフィールド」3面とクラブハウス、バレーボールコート2面が確保可能な
体育館「ツネイシアリーナ」を備える西日本でも最大級の宿泊研修施設である。

ツネイシグループ会社内の事業再編や新型コロナウイルスの影響もあり、2020年11月30日をもって一時営業休止、ツネイシフィールド
管理を「ツネイシスポーツアクト」が引き継いで行う。
| スタブアイコン | サブスタブ | この項目は、まだ閲覧者の調べものの参照としては役立たない、広島県に関連した書きかけの項目です。この項目を加筆・訂正などしてくださる協力者を求めています（P:日本の都道府県/広島県）。 |

座標: 北緯34度25分13秒 東経133度18分16秒 / 北緯34.42025度 東経133.30453度